# NGC 6397
NGC 6397 hay còn được biết đến với tên Caldwell 86 là tên của một cụm sao cầu nằm trong chòm sao Thiên Đàn. Khoảng cách của cụm sao này với Trái Đất của chúng ta là khoảng xấp xỉ 7800 năm ánh sáng. Điều này làm cho nó trở thành một trong hai cụm sao cầu gần trai đất nhất (cụm sao cầu khác là Messier 4. Số lượng sao của cụm sao này là khoảng 400000 và ta có thể nhìn thấy nó bằng mắt thường trong điều kiện thuận lợi.
NGC 6397 là một trong ít nhất 20 cụm sao cầu của Ngân Hà đã trải qua sự sụp đổ lõi cụm. Tức là lõi gồm có các ngôi sao của nó đã co rút lại đến mức rất cô đặc.

## Ước tính tuổi của Ngân Hà
Vào năm 2004, một nhóm các nhà khoa học đã tập trung nghiên cứu cụm sao này để xác định tuổi của Ngân Hà. Nhóm này gồm Luca Pasquini, Piercarlo Bonifacio, Sofia Randich, Daniele Galli và Raffaele G. Gratton. Họ đã sử dụng Very Large Telescope để xác định lượng Beryli của 2 ngôi sao trong cụm sao này. Điều này đã giúp họ suy ra khoảng thời gian trôi qua giữa thế hệ sao đầu tiên của Ngân Hà và thế hệ sao đầu tiên của NGC 6397. Do vậy, tuổi xấp xỉ của cụm sao này cũng như là của Ngân Hà là khoảng 13,6 tỉ năm, gần bằng với độ tuổi vũ trụ.

## Dữ liệu hiện tại
Theo như quan sát, đây là thiên hà nằm trong chòm sao Xử Nữ và dưới đây là một số dữ liệu khác:
Xích kinh 17h 40m 42.09s
Độ nghiêng –53° 40′ 27.6″
Cấp sao biểu kiến +6.68
Kích thước biểu kiến 32′.0
Khối lượng 4.5×104 lần khối lượng mặt trời
Bán kính 34 năm ánh sáng
Độ kim loại –1.76